# نسیم بوجلاب
نسیم بوجلاب (عربی: نسيم بوجلاب؛ زادهٔ ۲۰ ژوئن ۱۹۹۹) بازیکن فوتبال اهل آلمان است.
از باشگاه‌هایی که در آن بازی کرده‌است می‌توان به باشگاه فوتبال شالکه ۰۴ اشاره کرد.
وی همچنین در تیم ملی فوتبال زیر ۲۳ سال مراکش بازی کرده‌است.